# Tapinoma philippinense
Tapinoma philippinense este o specie de furnică din genul Tapinoma . Descrisă de  Donisthorpe în 1942, specia este endemică pentru Filipine.